# Abrochia pseudopolybia
Abrochia pseudopolybia är en fjärilsart som beskrevs av Carlos Schrottky 1909. Abrochia pseudopolybia ingår i släktet Abrochia och familjen björnspinnare. Inga underarter finns listade i Catalogue of Life.